# Coahulla
Coahulla är en ort i Mexiko.   Den ligger i kommunen Zaragoza och delstaten San Luis Potosí, i den centrala delen av landet, 300 km nordväst om huvudstaden Mexico City. Coahulla ligger 1 912 meter över havet och antalet invånare är 203.
Terrängen runt Coahulla är kuperad österut, men västerut är den platt. Runt Coahulla är det ganska glesbefolkat, med 22 invånare per kvadratkilometer. Närmaste större samhälle är Santa María del Río, 15,1 km söder om Coahulla. Omgivningarna runt Coahulla är i huvudsak ett öppet busklandskap.